# Brina Bračko
Brina Bračko (* 7. Januar 2000) ist eine slowenische Volleyballspielerin.

## Karriere
Bračko spielte in ihrer Jugend bei Formula Formis Rogoza. 2015 wechselte sie zum slowenischen Spitzenklub Nova KBM Branik Maribor. Hier gewann sie 2016, 2017, 2018 und 2020 den nationalen Pokal sowie 2017, 2018 und 2019 die nationale Meisterschaft. In der Mitteleuropäischen Volleyball-Liga („MEVZA“) erreichte Bračko 2017 und 2018 Platz drei sowie 2019 und 2020 Platz zwei. Außerdem spielte die Mittelblockerin regelmäßig im europäischen CEV-Pokal. Mit der slowenischen Juniorinnen-Nationalmannschaft nahm Bračko 2017 in Argentinien an der U18-Weltmeisterschaft teil. Seit 2019 gehört sie zum Kader der A-Nationalmannschaft.